# Marquard von Ried
Marquard (Marcovaldo) von Ried, o Marquard de Ried (... – XIII secolo) è stato un poeta, religioso e giurista tedesco del Duecento.

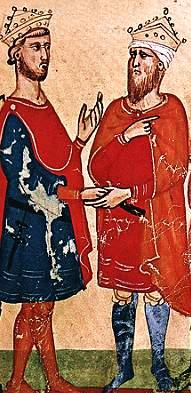
Immagine simbolo della sesta crociata: l'incontro pacifico tra Federico II e l'ayyubide al-Malik al-Kāmil.

Fa parte di quella schiera di personaggi, intellettuali e uomini di Chiesa (come Freidank, Berardo di Castagna e frate Elia da Cortona), che presero entusiasticamente le parti dello scomunicato Federico II di Svevia nell'aspra contesa sui poteri universali che lo contrapponeva al Papato.

## Biografia
Di lui si sa che fu docente di diritto canonico nello Studium Patavinum dal 1226 circa al 1236. È stato identificato con il Marquard, canonico nella diocesi di Passavia, che dal 1240 fu prevosto della collegiata di Mattsee (allora nella diocesi di Passavia, oggi in quella di Salisburgo), ed è noto come autore della letteratura mediolatina tedesca per un inno panegirico dedicato a Federico II di Svevia (Adventus Augusti, noto anche come Elogium Friderici II), e di glosse alle scritture canoniche.

### Adventus Augusti
Adventus Augusti è un componimento poetico in latino, tramandato unicamente nell'ambito degli Annales Scotorum Vindobonensium.
Si tratta di un inno in cinquantasette esametri quantitativi, entusiastica esaltazione dell'ingresso pacifico di Federico II di Svevia a Gerusalemme, il 17 marzo 1229, a conclusione della cosiddetta crociata degli scomunicati (la sesta in Terra santa).
Celebre è una rappresentazione dell'imperatore, raffigurato iperbolicamente, nel suo ingresso trionfale a Gerusalemme, come signore degli elementi naturali,  un accostamento comune a una tradizione letteraria che annovera altri due esponenti, Johanet d'Albusson e Terrisio d'Atina.